# QQボール

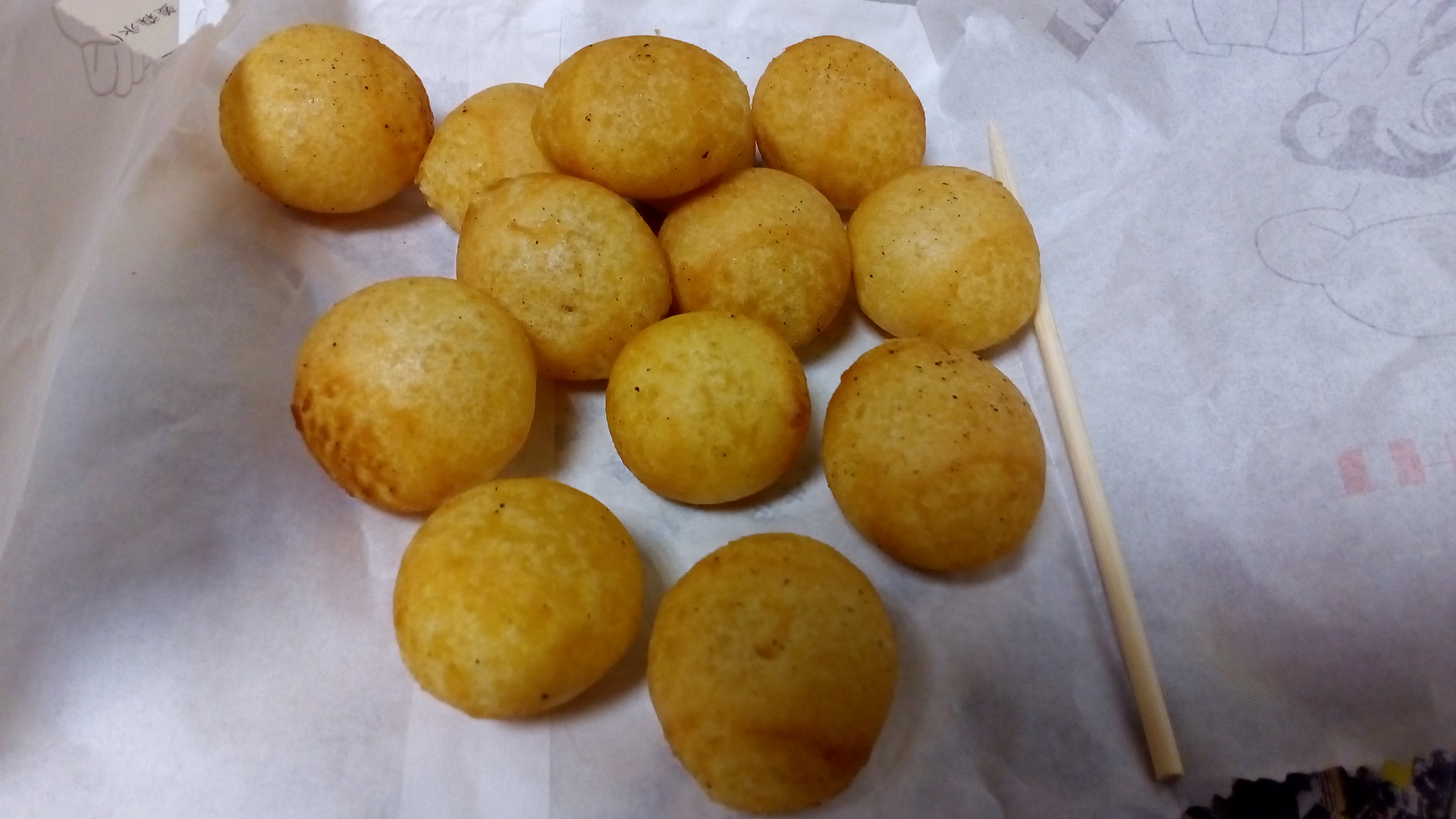
QQボールの例（台北市）

QQボールは、台湾のスイーツ。QQ球（キューキューチォウ）、地瓜球（ディーグァチォウ）とも呼ばれる。台湾南部ではQQ蛋とも呼ばれている。

## 概要
「QQ」は「弾力のあるもちもちとした食感」を意味する語であり、台湾人が好む食感でもある（参照：Q (食感)）。
茹でて軟らかくなったサツマイモや紫イモを潰してペースト状にし、タピオカ粉などを混ぜ、丸くして揚げたスイーツである。表面はカリっと、中はもっちりしている。夜市で老若男女幅広い層に人気が高い。
台湾では昔からあるスイーツであったが、2020年代からQQボールを提供する屋台が増えてきている。